# Alessandro Stradella
Pour les articles homonymes, voir Stradella.
Antonio Alessandro Boncompagno Stradella, né le 3 juillet 1643 à Bologne, et mort à Gênes le 25 février 1682, est un compositeur italien du XVIIe siècle.

## Biographie
On connaît peu de détails sur sa jeunesse. Il était membre d'une famille de l'aristocratie, étudia à Bologne auprès d'Ercole Gaibara, et commença à se faire une réputation en tant que compositeur dès l'âge de vingt ans. Il entra au service de la reine Christine de Suède. En 1667, il s'installa à Rome où il composa de nombreuses œuvres, principalement de la musique religieuse, et il commença à mener une vie dissolue. Avec un de ses amis, il tenta de soutirer de l'argent de l'Église catholique mais fut démasqué. Il dut s'enfuir et ne revint plus tard que lorsqu'il pensa pouvoir le faire sans risque. Malheureusement pour lui, ses nombreux démêlés dans des affaires de mœurs ne tardèrent pas à lui susciter de nombreux ennemis parmi les puissants de la ville et il fut forcé de quitter Rome pour de bon.
En 1677, il arriva à Venise où il fut engagé par un noble afin de servir de maître de musique à sa maîtresse. Comme on pouvait s'y attendre, Stradella ne tarda pas à confondre instruction musicale et éducation sentimentale et il dut s'enfuir lorsque sa liaison avec son élève fut découverte. Mais, cette fois, le gentilhomme qu'il avait cocufié embaucha des sbires qui furent chargés de le retrouver et de l'occire ; c'est ce qui manqua de se produire, de peu.
Stradella partit pour Gênes ; il y composa opéras et cantates. Il se mit une fois de plus dans une situation délicate car il aimait beaucoup les femmes. Un tueur à gages embauché pour l'éliminer le retrouva sur la Piazza Bianchi et le tua de coups de poignard.

## Influence de l'œuvre
Stradella exerça, comme compositeur, une grande influence sur la musique de son époque, même si certains de ses collègues, tels que Corelli, Alessandro Scarlatti, sans parler de Vivaldi au siècle suivent, jouissent aujourd'hui d'une plus grande renommée. Sa contribution majeure est l'invention du concerto grosso. Certes, ceux de Corelli furent les premiers à être publiés en 1706 sous ce titre, mais indéniablement, Stradella utilise cette forme antérieurement dans une de ses sonates pour violes. Comme les deux compositeurs se connaissaient, on peut imaginer une influence réciproque.
Stradella composa au moins six opéras, ainsi que de multiples cantates et oratorios. Il écrivit aussi 27 pièces instrumentales, les plus nombreuses sont pour instruments à cordes et continuo, et généralement dans la forme de la sonate d'église (sonata da chiesa).
Évidemment, sa vie aventureuse et sa mort tragique devaient inspirer des livrets d'opéras aussi vrais que nature. Trois compositeurs le firent, parmi lesquels le plus célèbre fut Friedrich von Flotow avec son Alessandro Stradella représenté à Hambourg en 1844.

## Œuvres
liste partielle

### Opéras
- La Laurinda ovvero Il Biante (1672), trattenimento semidrammatico
- La Doriclea (1672)
- Amare e Fingere (1676)
- Il Corispero (1677)
- La forza dell'amor paterno (1678)
- Il Trespolo tutore (1679)
- Le gare dell'amor eroico (1679)
- Moro per amore (1681)
- Il moro per amore o Il Floridoro (1688)

### Oratorios
- Sant'Editta, vergine e monaca, regina d'Inghilterra (vers 1672–73)
- Ester liberatrice del popolo ebreo (vers 1673)
- San Giovanni Chrisostomo (1674-1676)
- San Giovanni Battista (1675)
- Santa Pelagia (1676-1688)
- La Susanna (1681-1682)

### Musica da chiesa
- Ave, regina coelorum
- Benedictus dominus Deus
- Tantum ergo sacramentum
- Vau: Et egressus est a fillia Sion

### Motets
- Care Jesu suavissime
- Cavocamini, congregamini
- Dixit angelis suis iratus Deus
- Exultate in Deo, fideles
- In tribolationibus, in angustiis
- Locutus est Dominus de nube ignis
- Nascere virgo potens
- Oh maiestas aeterna
- O vos omnes, qui transitis
- Plaudite vocibus
- Pugna, ceramen, militia est vita
- Sinite lacrimari, sinite lamentari
- Sisite sidera, coeli motus otiamini
- Surge, cor meum

### Cantates profanes
- Eco amoroso ("Arsi già d'una fiamma") (1668)
- Furie del nero Tartaro (1676)
- Se del pianeta ardente
- Sciogliete i dolci nodi

### Serenatas
- La Circe (1668), il en existe une deuxième version
- Il Duello ("Vola, vola, in alti petti") (1674)
- Lo schiavo liberato (1674)
- La forza delle stelle or Il Damone ("Or che il mondo ristaura") (1677)
- Il Barcheggio (1681)

### Madrigaux
- Clori, son fido amante
- Colpo de' bei vostr'occhi
- È pur giunta, mia vita
- Feritevi, ferite viperette mordaci
- Piangete, occhi dolenti
- Pupillette amorose
- Sperai nella partita
- Tirsi un giorno piangea